# Лаврентије Богуновић
Лаврентије Богуновић (Лаврица, Ловрица) био је дубровачки трговац из друге половине 14. века, који је пословао на подручју српских земаља у оквирном периоду од око 1351. до око 1380. године. Лаврентије је носио презиме по свом оцу Богуну, а имао је и брата Сергија, који је такође био дубровачки трговац. Породица се доселила у Дубровник средином 14. века. Нешто касније, око 1420. године, Лаврентијев син Андрушко је усвојио придевак Немања, а потом и презиме Немањић, које није имало никакве везе са старом српском династијом Немањића, већ је било повезано са засеоком Немања код Пљеваља, одакле су Богуновићи водили порекло. Традиција о пљеваљском пореклу ове породице (итал. La fameglia Nemagna trahe origine da Pleuglie terra nel ducato di Herzegovina) забележена је у позном генеалошком спису из 18. века, који је у историографији познат као Чингријина генеалогија. У том спису, Лаврентије Богуновић је био поменут као: итал. Lauriza Bogunovich figlio di Bogun Nemagnich.

## Биографија
Као и остали чланови исте породице, Лаврентије Богуновић (Lauris de Boguno) није био дубровачки племић, већ је припадао елитним круговима дубровачког грађанства, а био је и члан угледне дубровачке трговачке братовштине, која је првобитно била позната као братовштина Св. Духа и Св. Спаса, а касније као братовштина Светог Антуна.
Према породичној традицији која је забележена у позној Чингријиној генеалогији из 18. века, Лаврентије је у Дубровник дошао 1350. године, у време када је овај град посетио српски цар Стефан Душан, а са собом је у Дубровник донео и гламско сребро.
У дубровачкој архивској грађи Лаврентије се помиње тек од 1351. године и то као особа која се бави кредитним трансакцијама, јер се исти јавља као веровникРадослава Повике, дубровачког трговца. Лаврентије није могао никако да наплати своје потраживање (46 перпера и 3 динара) настало 22. јануара 1351. године од горе поменутог Повике, па је тадашњи дубровачки нотар Млечанин Franciscus de Archo (нотар: 1342-1373) преузео 3. новембра 1364. године његову задужницу.
Током лета 1359. године налазио у Конавлима, када су људи кнеза Војислава Војиновића опљачкали жито и стоку поданицима Дубровачке републике. У августу 1367. године кнегиња Гојислава, удовица кнеза Војислава, тражила је да јој Дубровчани пошаљу ризницу, која је била похрањена у овом граду. Одмах потом је одређен посланик, који се обавезао (25. августа 1367. године) да ће однети ризницу моћној српској кнегињи, требало је такође да пренесе робу браће Богуновића, Сергија и лаврентија (лат. Sergoli et Laurice de Boguno).
И последњи помен Лаврентијевог имена у Дубровнику, везан је за кредитне послове, јер се Лаврица заједно са Ђурђем Јунаковићем из Бање, задужио 18. новембра 1380. године код Николе Гундулића на суму од 72 перпера и уз обавезу да дуг измире у року од месец дана.
Лаврентије се у Дубровнику оженио са Дражом, чији нам род није познат. Имали су два сина: Богоја и Андрушка. Богоје се није женио и по свој прилици је млад умро. Андрушко је засновао породицу са Марушом Предојевић, ћерком дубровачког трговца Илије Предојевића. Андрушко је са Марушом имао седмор деце: три сина (Ловрица, Илија и Никша) и две ћерке (Дражула и Радула), док за двоје деце имена нису остала забележена.
Лаврица је имао брата Сергија (»Sergoli et Lauriec de Boguno«), са којим је често заједно пословао, док се његови одвојени послови такође помињу у дубровачкој архивској грађи (»Sergolos de Boguno«).

Лаврентије је умро негде после 1380. године, а његова жена Дража га је надживела. Њен тестамент је регистрован 1389. године у дубровачком нотаријату.
У приближно исто време, деловао је и дубровачки трговац Цветко Богуновић, али изворна грађа не садржи податке о његовом сродству са породицом Лаврентија Богуновића.
Иако Лаврентије и његови сродници нису били чак ни дубровачки племићи, већ само грађани и угледни трговци, поједини публицисти су на основу сличности њиховог касније забележеног породичног надимка (Немања) са презименом српске династије Немањића покушали да докажу наводну генеалошку повезаност те породице са старом српском династијом.